# 段慶
段 慶（だん けい、生年不詳 - 1307年）は、モンゴル帝国（大元ウルス）支配下の雲南における第4代大理総管。『元史』では阿慶とも表記される。

## 概要
段慶の出自については第2代大理総管の段実の子とする説、第3代大理総管の段忠の子とする説が混在するが、『元史』や「大崇聖寺碑銘並序」などの記述に従って段実の子とみなすのが主流である。
1325年（泰定2年）作成の「大崇聖寺碑銘並序」によると、段慶は春宮（皇太子）に仕えていた時期があったという。「大理府志」によると段忠が「大理等処宣慰使兼管軍民万戸府」の地位にあった時、段慶は「大理等処宣慰使都元帥」に任じられていたと記される。モンゴル支配下の大理では段氏の長が宣慰使都元帥、それに次ぐ人物が大理路軍民総管を務めるという慣習があり、段慶は前半生で段忠と共同で大理路を治めていた。一方、1307年（大徳11年）に羊苴咩城に建てられた「加封孔子聖詔碑」では阿慶（段慶）が「鎮国上将軍（略）都元帥」、信政（段正）が「明威将軍・大理路軍民総管」とされており、治世の後半では段正と共同で大理路を治めていたようである。
『元史』信苴日伝によると最終的に鎮国上将軍・大理金歯等処宣慰使都元帥の地位に至ったとされる。